# فصة محارية
الفصة المحارية نوع نباتي يتبع جنس الفصة من الفصيلة البقولية. اسمها العلمي (باللاتينية: Medicago murex).

## الموئل والانتشار
موطنها بلاد الشام والمغرب العربي وقبرص وتركيا وكل مناطق شمال حوض البحر الأبيض المتوسط.

## مرادفات للاسم العلمي
- (باللاتينية: Medicago lesinsii E. Small)
- (باللاتينية: Medicago sicula Tod.)
- (باللاتينية: Medicago sorrentinii Tod.)
- (باللاتينية: Medicago sphaerocarpos Bertol.)
- (باللاتينية: Medicago murex subsp. sphaerocarpos (Bertol.) K. A. Lesins & I. Lesins)